# Expressão génica
A expressão genética (português europeu) ou expressão génica (português brasileiro) é o processo pelo qual a informação hereditária contida em um gene, tal como a sequência de DNA, é utilizada de modo a formar um produto génico funcional, tal como proteínas ou RNA.
Vários passos no processo de expressão génica podem ser modulados, incluindo a transcrição do mRNA e a modificação pós-traducional de uma proteína. A regulação génica dá à célula controlo sobre sua estrutura e função e é a base para a diferenciação celular, morfogénese e para a versatilidade e adaptabilidade de qualquer organismo. A regulação génica pode também servir como substrato para mudanças evolutivas, dado que o controlo do timing, localização e quantidades de expressão génica podem ter um efeito profundo nas funções (ações) do gene num organismo. A regulação da expressão genética não ocorre em seres que contenham mRNA policistrónico, somente nos eucariotas é que se observa tal efeito.
Apesar da importância do entendimento do processo de expressão genética por somente um gene, estudos em redes são mais interessantes em casos práticos, no qual um conjunto de genes são estudos de forma unificada, ver (Biologia sistêmica,Redes funcionais).

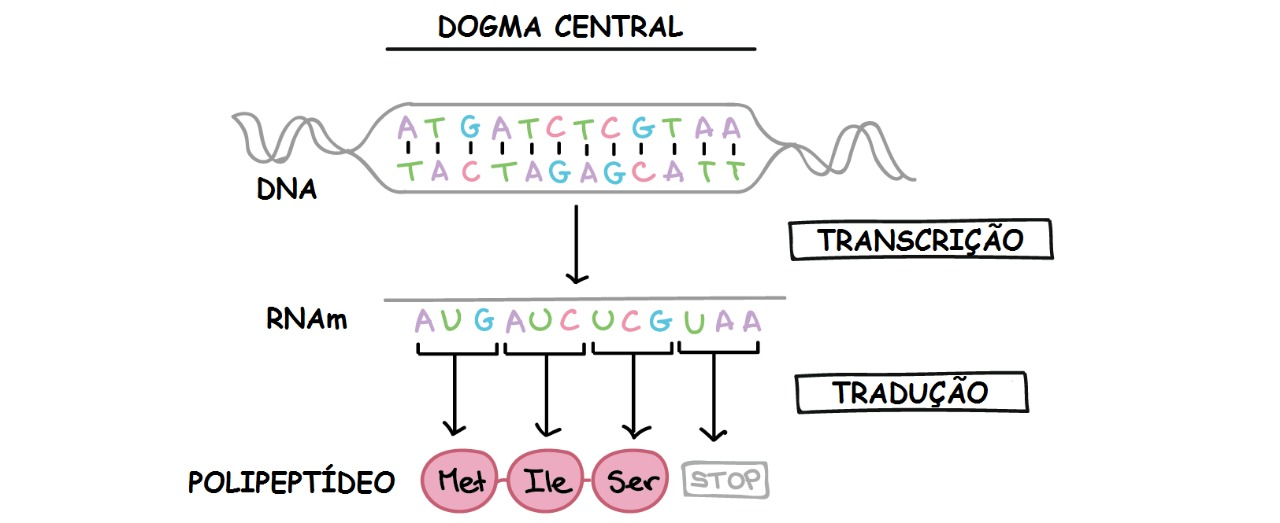
Fonte: Khan Academy

Uma molécula de DNA não se reduz a uma cadeia longa e repetitiva de nucleotídeos, ao invés disto, ela é dividida em unidades funcionais chamadas de GENES (unidade fundamental da hereditariedade). Estes genes, podem especificar polipeptídios (proteínas e subunidades de proteínas) ou RNAs funcionais (como RNAt e RNAr), traduzindo-os  em estruturas que estão presentes em um determinado tipo celular. As células de um mesmo organismo e que possuem os mesmos genes tornam-se diferentes umas das outras porque sintetizam moléculas de RNA e proteínas diferentes, devido a isso diferem as suas estruturas e suas funções. Cada gene fornece instruções para um produto funcional, ou seja, uma molécula necessária para realizar um trabalho na célula. Durante a expressão de um gene codificante de proteína, a informação flui do DNA→ RNA→ PROTEÍNA. Esse fluxo direcional de informação é conhecido como o dogma central da biologia molecular, e o processo de ir de um DNA para um produto funcional, é conhecido como expressão gênica.
Graças a expressão gênica, é possível ter uma diferenciação celular, que são variedades de tipos celulares em um mesmo organismo. A célula consegue controlar as proteínas que produz por alguns fatores, como por exemplo: controlando o processamento de seus RNAs transcritos, controlando quando um determinado gene é transcrito, controlando a saída dos RNAs do núcleo para o citoplasma e quais os mRNAs que estão no citoplasma serão traduzindo, controlando a degradação dos mRNAs e também, quando a célula consegue controlar a atividade e a degradação das proteínas que já foram formadas ou que ainda estão em formação. Esses fatores, controlam a expressão gênica, e permite que as células possam ser diferenciadas e desempenhar diferentes funções em um organismo multicelular. 

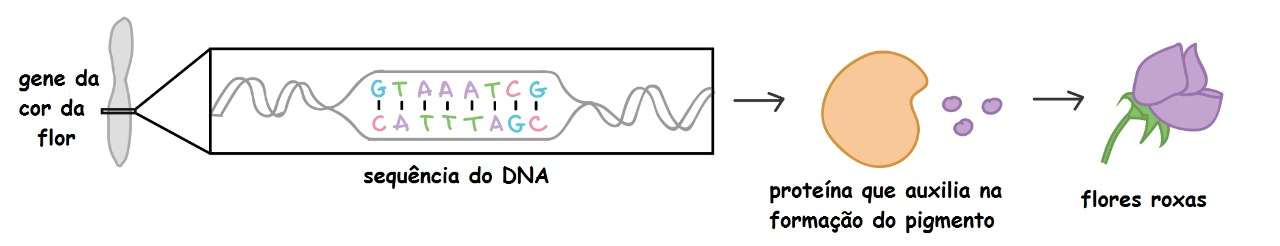
Fonte: Khan Academy

Um exemplo de expressão gênica, é o gene da cor das flores de Mendel, que fornece instruções para fazer uma proteína que ajuda na produção de moléculas coloridas (pigmentos) nas pétalas das flores.

## Transcrição
A polimerase de RNA se move ao longo de um trecho de DNA, deixando para trás uma fita de RNA recém-sintetizada.
O processo de transcrição é realizado pela RNA polimerase (RNAP), que usa o DNA (preto) como modelo e produz RNA (azul).
Um gene é um trecho de DNA que codifica informações. O DNA genômico consiste em duas cadeias complementares antiparalelas e reversas, cada uma com extremidades 5 'e 3'. Com relação a um gene, as duas cadeias podem ser rotuladas como a "fita modelo", que serve como um modelo para a produção de um transcrito de RNA e a "fita codificante", que inclui a versão de DNA da sequência de transcrição. (Talvez surpreendentemente, a "cadeia de codificação" não está fisicamente envolvida no processo de codificação porque é a "cadeia de modelo" que é lida durante a transcrição).
A produção da cópia de RNA do DNA é denominada transcrição e é realizada no núcleo pela RNA polimerase, que adiciona um nucleotídeo de RNA de cada vez a uma cadeia de RNA crescente conforme a lei de complementaridade das bases. Este RNA é complementar à cadeia de DNA modelo 3 '→ 5', [1] que é ela própria complementar à cadeia de DNA codificadora 5 '→ 3'. Portanto, a fita de RNA 5 '→ 3' resultante é idêntica à fita de DNA codificadora, com a exceção de que as timinas (T) são substituídas por uracilos (U) no RNA. Uma fita de DNA codificante que lê "ATG" é transcrita indiretamente por meio de "TAC" na fita modelo não codificadora como "AUG" no mRNA.
Nos procariotas, a transcrição é realizada por um único tipo de RNA polimerase, que precisa de uma sequência de DNA chamada caixa de Pribnow, além de um fator sigma (fator σ) para iniciar a transcrição. Nos eucariotos, a transcrição é realizada por três tipos de RNA polimerases, cada uma das quais precisa de uma sequência especial de DNA chamada promotor e de um conjunto de proteínas de ligação ao DNA - fatores de transcrição - para iniciar o processo. A RNA polimerase I é responsável pela transcrição dos genes do RNA ribossômico (rRNA). A RNA polimerase II (Pol II) transcreve todos os genes codificadores de proteínas, mas também alguns RNAs não codificadores (por exemplo, snRNAs, snoRNAs ou RNAs não codificadores longos). Pol II inclui um domínio C-terminal (CTD) que é rico em resíduos de serina. Quando esses resíduos são fosforilados, o CTD se liga a vários fatores proteicos que promovem a maturação e modificação do transcrito. A RNA polimerase III transcreve o 5S rRNA, transfere os genes do RNA (tRNA) e alguns pequenos RNAs não codificadores (por exemplo, 7SK). A transcrição termina quando a polimerase encontra uma sequência chamada terminador. 